# Poe Boy Entertainment
Poe Boy Entertainment (anteriormente Poe Boy Entertainment) é uma gravadora norte-americana com sede em Miami, Florida fundada em 1999 por E-Class.

## Artistas

### Atuais
- Flo Rida (Poe Boy/Atlantic)
- J Randall (Geffen Records)
- Brisco
- Brianna Perry (Poe Boy/Atlantic Records)
- Billy Blue (Poe Boy/Konvict/Mosley/Interscope)
- Ghostwridah (Poe Boy/Hiram Group/L.Y.F.E.)
- Mista Mac (Poe Boy/E1 Entertainment)
- Gerunimo da Prince (Slip n Slide/Poe Boy/I.M.G./Interscope)
- Kulture Shock (Poe Boy/Hiram Group)
- Spoat

### Anteriores
- Jacki-O
- David Lyn
- Rick Ross  (Maybach/Def Jam/Slip-n-Slide/Poe Boy)